# Захаров, Павел Петрович
Павел Петрович Захаров (1843—1880) — русский медик, коллежский советник, доктор медицины; автор ряда научных публикаций.

## Биография
Павел Захаров родился 9 июня 1843 года в семье российского чиновника. Высшее образование получил в Императорской Санкт-Петербургской медико-хирургической академии, которую окончил в 1868 году лекарем с золотой медалью и премией Иванова. Оставленный при академии на три года, Павел Петрович Захаров за это время написал и защитил диссертацию на степень доктора медицины под заглавием: «О заживлении ран матки» («Журнал гистологии, фармакологии и клинической медицины», 1871 год, часть III, страница 305).
После этого П. П. Захаров состоял врачом в Николаевском госпитале, в Новочеркасском 145-м пехотном полку русской императорской армии (1873 год) и старшим врачом в Санкт-Петербургской военной прогимназии (1875 год).
Павел Петрович Захаров скончался скоропостижно 1 марта 1880 года.